# Гружевский, Денис Викторович
Денис Викторович Гружевский (бел. Дзяніс Віктаравіч Гружэўскі; род. 10 марта 2000, Сморгонь, Гродненская область) — белорусский футболист, левый защитник брестского «Динамо».

## Карьера

### «Сморгонь»
Воспитанник футбольной академии «Сморгони». Затем футболист прошёл юношеские академии гродненского «Немана» и Академии АБФФ. В 2017 году футболист присоединился к столичному «Минску». В 2018 году футболист стал выступать за дублирующий состав клуба. В феврале 2019 года футболист на правах арендного соглашения присоединился к «Сморгони», соглашение с который было рассчитано до конца сезона. Дебютировал за клуб футболист 13 апреля 2019 года в матче против речицкого «Спутника», выйдя на поле в стартовом составе. Дебютным забитым голом за клуб футболист отличился 30 июня 2019 года в матче против «Слонима-2017». По итогу сезона футболист вместе с клубом завершил чемпионат на итоговом предпоследнем месте. На протяжении сезона футболист выступал за клуб в роли одного из ключевых игроков, отличившись 2 забитыми голами. По окончании срока арендного соглашения футболист покинул клуб.

### «Спутник» Речица
В феврале 2020 года футболист на правах арендного соглашения присоединился к речицкому «Спутнику», соглашение с которым было рассчитано до коцна сезона. Дебютировал за клуб футболист 18 апреля 2020 года против «Сморгони», выйдя на поле в стартовом составе. Дебютным забитым голом за клуб футболист отличился 18 июля 2020 года в матче против «Слонима-2017». По итогу сезона футболист вместе с клубом стал победителем чемпионата, получив прямое повышение в элитный дивизион. В декабре 2020 года вернулся из аренды. На протяжении сезона футболист выступал за речицкий клуб в роли одного из ключевых игроков, отличившись 2 забитыми голами. По окончании срока арендного соглашения футболист покинул клуб. В начале 2021 года футболист также покинул и столичный «Минск».

### «Торпедо-БелАЗ»
В январе 2021 года появилась информация, что футболист стал игроком жодинского «Торпедо-БелАЗ», в составе которого будет одним из лимитчиков. Официально футболист 26 января 2021 года стал игроком жодинского «Торпедо-БелАЗ», подписав двухлетний контракт с опцией продления ещё на сезон. Дебютировал за клуб футболист 6 апреля 2021 года в четвертьфинальном матче Кубка Беларуси против дзержинского «Арсенала», выйдя на поле в стартовом составе. Свой дебютный матч в чемпионате футболист сыграл 25 апреля 2021 года против «Гомеля», выйдя на замену на 89 минуте. В полуфинальных матчах Кубка Беларуси жодинский клуб уступил борисовскому БАТЭ, однако сам футболист оставался на скамейке запасных. Дебютными забитыми голами за клуб футболист отличился 15 мая 2021 года в матче против «Ислочи», оформив дубль. В июле 2021 года футболист вместе с клубом отправился на квалификационные матчи Лиги конференций УЕФА, где по сумме матчей уступили датскому «Копенгагену». По итогу сезона футболист вместе с клубом завершил чемпионат на итоговом восьмом месте.

### «Шахтёр» Солигорск

#### Сезон 2022
В январе 2022 года футболист перешёл в солигорский «Шахтёр», подписав трёхлетний контракт. Дебютировал за клуб футболист 5 марта 2022 года в матче за Суперкубок Беларуси, где в финале уступили борисовскому БАТЭ. Первый матч в чемпионате футболист сыграл 19 марта 2022 года в матче против брестского «Динамо», выйдя на поле в стартовом составе. Однако закрепиться в основной команде клуба у футболиста не получилось, самого начала сезона потеряв место в стартовом составе, оставаясь на скамейке запасных. В июле 2022 года солигорский клуб отправился на квалификационные матчи Лиги чемпионов УЕФА и Лиги конференций УЕФА, однако савм футболист в заявку «Шахтёра» на еврокубковую компанию не попал. По итогу сезона футболист вместе с клубом стал победителем чемпионата. Сам же футболист результативными действиями так и не отличился.

#### Сезон 2023
Новый сезон футболист начал 25 февраля 2023 года с матче за Суперкубок Беларуси, где в финале победили «Гомель». В четвертьфинальных матчах Кубка Беларуси футболист вместе с клубом уступил жодинскому «Торпедо-БелАЗ», завершив своё выступление на турнире. Первый матч в чемпионате футболист сыграл 18 марта 2023 года против новополоцкого «Нафтана», выйдя на поле в стартовом составе. Первым результативным действием за клуб футболист отличился 23 апреля 2023 года в матче против «Энергетика-БГУ», отдав голевую передачу. Также клуб был лишен право на участие в еврокубковых турнирах и очков в турнирной таблице из-за выплат другим клубам чемпионата. Дебютным забитым голом за клуб футболист отличился 22 октября 2023 года в матче против бобруйской «Белшины». По итогу сезона футболист вместе с клубом смог сохранить прописку в чемпионате. За сезон футболист отличился забитым голом и 2 голевыми передачами.

#### Сезон 2024
Первый матч в новом сезоне футболист сыграл 6 марта 2024 года в рамках четвертьфинальной встречи Кубка Беларуси против жодинского «Торпедо-БелАЗ», выйдя на поле в стартовом составе. Первый матч в чемпионате футболист сыграл 17 марта 2024 года против «Витебска», выйдя на поле в стартовом составе. Первым результативным действием за клуб в сезоне футболист отличился 7 июля 2024 года в матче против могилёвского «Днепра», отдав голевую передачу. По итогу сезона футболист вместе с клубом заняли итоговое последнее место в чемпионате, вылетев в Первую лигу. На протяжении сезона футболист выступал за клуб в роли одного из ключевых игроков, отличившись 2 голевыми передачами. В декабре 2024 года по информации источников сообщалось, что футболист может перейти в жодинское «Торпедо-БелАЗ». В январе 2025 года футболист покинул солигорский клуб.

### «Динамо-Брест»
В январе 2025 года футболист на правах свободного агента присоединился к брестскому «Динамо», подписав контракт до конца сезона. Дебютировал за клуб футболист 8 марта 2025 года в четвертьфинальном матче Кубка Беларуси против жодинского «Торпедо-БелАЗ», выйдя на замену на 85 минуте. Первый матч в чемпионате футболист сыграл 30 марта 2025 года против новополоцкого «Нафтана», выйдя на замену на 80 минуте. Однако затем игрок выбыл из распоряжения основной команды клуба, лишь единожды попав в заявку, однако на поле так и не вышел. В июле 2025 года стало известно, что футболист принимает участие в тренировках с «Гомелем», и что тот близок к подписанию контракта с клубом.

## Международная карьера
Выступал в юношеской сборной Беларуси до 17 лет. Также вызывался в сборную Беларуси до 19 лет, однако на поле так и не вышел.

## Достижения
«Спутник» Речица
- Победитель Первой лиги: 2020

«Шахтёр» Солигорск
- Чемпион Беларуси: 2022[a]
- Обладатель Суперкубка Беларуси : 2023